# Oxalis herpestica
Oxalis herpestica är en harsyreväxtart som beskrevs av Schlecht.. Oxalis herpestica ingår i släktet oxalisar, och familjen harsyreväxter. Inga underarter finns listade i Catalogue of Life.